# Колін Піттиндріг
Колін Піттиндріг (13 жовтня 1918, Вітлі-Бей, Англія — 19 березня 1996, Бозмен, Монтана, США) — американський біолог англійського походження, генетик, дослідник хронобіології та біологічного годинника. Учень Феодосія Добржанського.
Народився у містечку Вітлі-Бей на східному узбережжі Англії. Навчався в Даремському університеті, який закінчив зі ступенем бакалавра 1940 року. Під час Другої світової війни відмовився від стройової служби та був спрямований на Тринідад задля поліпшення вирощування бананів для армії. Там же за підтримки Фонду Рокфеллера та уряду Тринідаду зайнявся дослідженнями комарів, що переносять малярію.
У 1945—1946 працював у Колумбійському університеті, де 1948 захистив дисертацію доктора філософії під керівництвом Феодосія Добржанського. У 1950 році здобув американське громадянство.
З 1947 року викладав у Прінстонському університеті як професор-асистент. Там займав іменну посаду «Професора зоології класу 1877», а у 1965—1969 був деканом. Також був членом кількох наукових та дорадчих комітетів і рад, зокрема наукового дорадчого комітету НАСА.
З 1969 року перейшов працювати до Стенфордського університету. У 1976—1985 роках працював директором Морської станції Гопкінса.
У 1984 році звільнився зі Стенфорда і перейшов до Університету штату Монтана.
Член Національної академії наук США з 1963 року.